# Jörg Rüpke
Jörg Rüpke (Herford, 1962. december 27. –) az ókori római vallás, az összehasonlító vallástudomány és klasszika-filológia kutatója. 2008-ban a Prix Gay Lussac-Humboldt és az ERC Advanced Grant (Európai Kutatási Tanács kutatói projektjének) támogatottja. 2012 januárjában Christian Wulff német szövetségi elnök kinevezte Rüpkét a Német Tudományos Tanácsba.

## Oktatás
Rüpke összehasonlító vallástudományt, latint és teológiát tanult a Bonni, a Lancasteri és a Tübingeni Egyetemen. Doktori fokozatát 1989-ben a Tübingeni Egyetemen a római háború vallásos felépítéséről szóló szakdolgozatával nyerte el, és ugyanitt védte meg habilitációs dolgozatát az ókori római naptárak kutatásából. Professzori kinevezését 1994-ben nyerte el az összehasonlító vallástudomány és klasszika-filológia szakterületeken. 

## Szakmai pályafutása
Rüpke 1995 és 1999 között latin nyelvet tanított a Potsdami Egyetemen, majd ezt követően az Erfurti Egyetemen az összehasonlító vallástudomány professzora lett. 2000 és 2008 között a Német Kutatási Alap (DFG) Római császári és tartományi vallások kiemelt programjának vezető kutatója volt, amelyben számos neves vallástudós vett részt. 2006–08 között Rüpke a Német Kutatási Alap Az isten-fogalom és a világ kutatócsoport tagja volt Hermann Spieckermann elnökletével a göttingeni egyetemen. 2008 óta Hans Joas valláskutatóval az Erfurti Max Weber Kollégium Bölcsészettudományi Iskolájában a Vallási individualizmus történelmi perspektivái című projektet vezette. 2012 és 2017 között az Európai Kutatási Tanács (ERC) professzori kutatási projektjének keretén belül az ókori római világ vallásainak élő aspektusait (Lived Ancient Religion) kutatta. A projekt számos jelentős nemzetközi projektet vonzott Erfurtba, amely ezáltal az ókori római vallás kutatásának legfontosabb európai központja lett. Jörg Rüpke és csapata számos nemzetközi konferenciát és előadást szervezett a témában, amely hosszú távra meghatározta az ókori vallás kutatásának módszertanát.
Rüpke számos ösztöndíj tulajdonosa és számos vendégelőadói pozíciót töltött be külföldi egyetemeken és kutatóközpontokban: vendégelőadó volt a párizsi Sorbonne-on 2004-ben; Webst-előadó a Stanford Egyetemen (Kalifornia) 2005-ben; az NJ Princetoni Egyetem Humánügyi Tanácsának munkatársa 2009-ben; vendégprofesszor a párizsi Collège de France-on és az Aarhus Egyetemen 2010-ben;, valamint az Aarhusi Egyetem címzetes professzora és a Chicagói Egyetem vendégprofesszora 2011-ben. 2013 óta az Academia Europaea tagja.

## Válogatott munkái
Jörg Rüpke mintegy 25 kötet és 250 tanulmány szerzője.
- Jörg Rüpke 1990. Domi militiae: Die religiöse Konstruktion des Krieges in Rom, Stuttgart: Steiner.
- Jörg Rüpke 1995. Kalender und Öffentlichkeit: Die Geschichte der Repräsentation und religiösen Qualifikation von Zeit in Rom. (Religionsgeschichtliche Versuche und Vorarbeiten 40), Berlin: de Gruyter.
- Barchiesi, Alessandro; Jörg Rüpke; Susan Stephens (edd.) 2004. Rituals in Ink: A Conference on Religion and Literary Production in Ancient Rome, Held at Stanford University in February 2002 (Potsdamer altertumswissenschaftliche Beiträge 10), Stuttgart: Steiner.
- Clifford Ando, Jörg Rüpke (eds.) 2006. Religion and Law in Classical and Christian Rome (Potsdamer altertumswissenschaftliche Beiträge 15), Stuttgart: Steiner.
- Corinne Bonnet, Jörg Rüpke, Paolo Scarpi (eds.) 2006. Religions orientales – culti misterici: Neue Perspektiven – nouvelle perspectives – prospettive nuove (Potsdamer altertumswissenschaftliche Beiträge 16), Stuttgart: Steiner.
- Jörg Rüpke 2007. Religion of the Romans. Trsl. and ed. by Richard Gordon. Cambridge: Polity Press.
- Jörg Rüpke (ed.) 2007. A Companion to Roman Religion. Blackwell Companions to the Ancient World. Malden, MA/Oxford: Blackwell.
- Jörg Rüpke 2008. Fasti sacerdotum: A Prosopography of Pagan, Jewish, and Christian Religious Officials in the City of Rome, 300 BC to AD 499. Biographies of Christian Officials by Anne Glock. Trsl. by David Richardson. Oxford: Oxford University Press.
- Jörg Rüpke, John Scheid (eds.) 2009. Bestattungsrituale und Totenkult in der römischen Kaiserzeit / Rites funéraires et culte des morts aux temps impériales (Potsdamer altertumswissenschaftliche Beiträge 27), Stuttgart: Steiner.
- Jörg Rüpke 2011. The Roman Calendar from Numa to Constantine: Time, History, and the Fasti. Trsl. David M. Richardson. Boston: Wiley-Blackwell.
- Jörg Rüpke 2011. Von Jupiter und Christus: Religionsgeschichte in römischer Zeit, Darmstadt: Wissenschaftliche Buchgesellschaft.
- Jörg Rüpke 2012. Rationalization and Religious Change in Republican Rome. Philadelphia: University of Pennsylvania Press.
- Jörg Rüpke 2014. From Jupiter to Christ.On the History of Religion in the Roman Imperial Period. New York: Oxford University Press.
- Jörg Rüpke 2016. Religious Deviance in the Roman World. Superstition or Individuality? Cambridge: Cambridge University Press,
- Jörg Rüpke 2018. Pantheon: A New History of Roman Religion Princeton University Press.
- Jörg Rüpke 2019. War and Peace in Ancient Rome: The religious construction of warfare. Trsl. by David M.B. Richardson, Afterword by Federico Santangelo. Stuttgart: Steiner.
- Jörg Rüpke 2020. Urban Religion: A Historical Approach to Urban Growth and Religious Change. Berlin: deGruyter.
- Jörg Rüpke 2021. Religion and its History: A Critical Inquiry, London: Routledge.

## Fordítás
Ez a szócikk részben vagy egészben  a   Jörg Rüpke című angol Wikipédia-szócikk ezen változatának fordításán alapul.  Az eredeti cikk szerkesztőit annak laptörténete sorolja fel. Ez a jelzés csupán a megfogalmazás eredetét és a szerzői jogokat jelzi, nem szolgál a cikkben szereplő információk forrásmegjelöléseként.